# Prelude to a maple tree

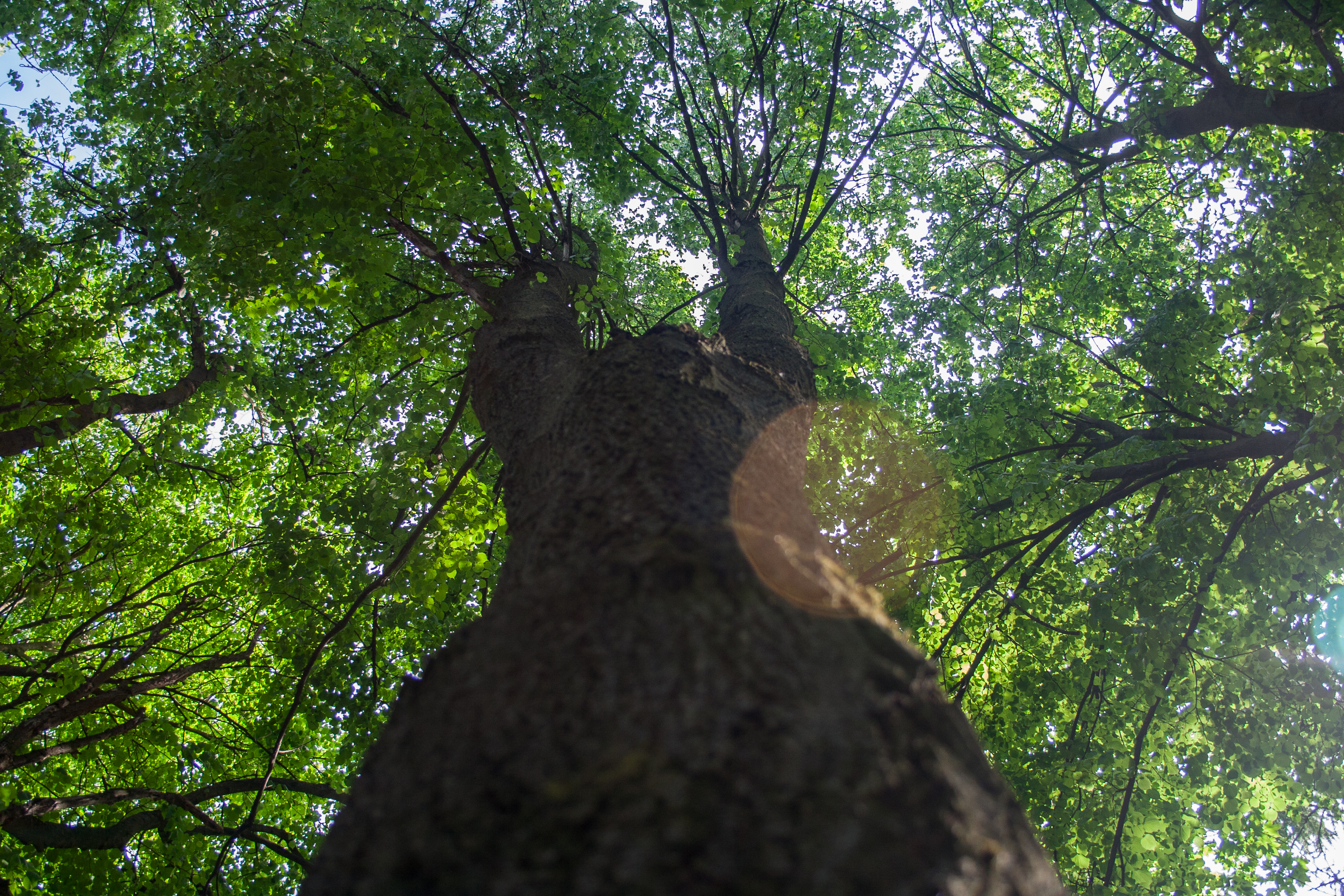
Bladerdek van esdoorn

Prelude to a maple tree is een compositie van Vagn Holmboe.
Naast een hele ris symfonieën en strijkkwartetten schreef de Deense componist een tiental preludes voor kamerorkest, hier aangeduid als sinfonietta. Alle tien stukken zijn opgedragen aan musicoloog Robert Layton, die in zijn jaren de Scandinavische muziek trachtte te promoten in Engeland. De werken verschenen in een korte periode tussen 1986 en 1991; Holmboe, overleden in 1996, heeft ze overigens niet alle kunnen terugluisteren tijdens uitvoeringen.
Holmboe haalde de inspiratie van deze prelude uit het bladerdek van de esdoorn. De sfeeraanduiding is dan ook “con moto” (in beweging); het geheel klinkt druk. Passages wisselen snel net als het gebruikte instrumentarium. 
De muziek werd vergeleken met muzikale pointillistische aquarellen, waarbij de invloed van de muziek van Carl Nielsen en tijdgenoot Johan Fernstrom niet ver weg is. 
Orkestratie
- 1 dwarsfluit, 1 hobo, 1 klarinet, 1 fagot
- 2 hoorns, 1 trompet
- 3 man/vrouw percussie
- 1 eerste viool, 1 tweede viool, 1 altviool, 1 cello, 1 contrabas